# Dungeons & Dragons (film)
Dungeons & Dragons er en amerikansk fantasyfilm instrueret af Courtney Solomon fra 2000, filmen baseret på Dungeons & Dragons rollespil.

## Medvirkende
- Jeremy Irons som Profion
- Justin Whalin som Ridley Freeborn
- Marlon Wayans som Snails
- Thora Birch som Kejserinde Savina
- Tom Baker som Halvarth
- Kristen Wilson som Norda
- Lee Arenberg som Elwood Gutworthy
- Edward Jewesbury som Vildan Vildir
- Robert Miano som Azmath
- Bruce Payne som Damodar